# Thomas Tompion

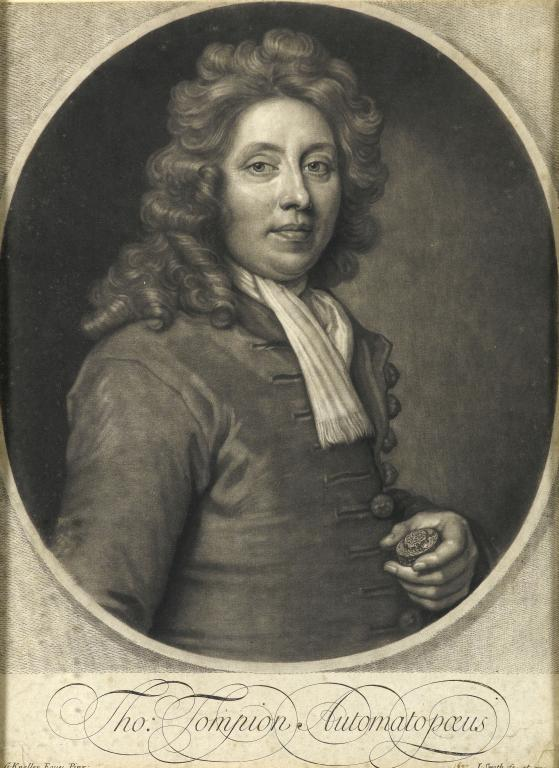
Thomas Tompion (1638–1713)

Thomas Tompion (Getauft 25. Juli 1639 in Northill, Bedfordshire; † 20. November 1713 in London) war ein vom englischen Königshof geschätzter und von seinen Kollegen hoch geachteter englischer Uhrmacher.

## Ausbildung und Gründung einer Uhrenmanufaktur
Nach einer Uhrmacherlehre wurde Thomas Tompion 1671 Mitglied der Clockmakers Company, 1703 zu deren Master. Im Jahr 1674 machte er sich in London selbstständig und erhielt im selben Jahr vom Royal Greenwich Observatory den Auftrag zum Bau von zwei Präzisionspendeluhren.
Auch arbeitete er mit Robert Hooke an der Entwicklung eines eigenschwingfähigen Zeitnormals für tragbare Uhren.
Tompion, der sehr wahrscheinlich ledig geblieben ist, zählte in seinem familiären Umfeld mehrere ungewöhnlich tüchtige Uhrmacher. Dazu gehört sein Neffe Thomas Tompion jun. (Uhrmacherlehre bei Charles Kemp), Sohn seines Bruders James. Dessen Schwester Elizabeth heiratete George Graham, der in Tompions Geschäft eingetreten war und später zum Teilhaber wurde. Tompions Nichte Margaret, Tochter seiner Schwester Margaret Kent, heiratete den Uhrmacher Edward Banger. Sie alle arbeiteten zeitweilig in wechselnder Verbindung miteinander.
Thomas Tompion wurde in der Westminster Abbey bestattet.

## Tompions Beiträge zur Entwicklung der Uhrenproduktion
Tompion bemühte sich um die Herstellung möglichst genau gehender Uhren mit langer Laufdauer; als erster führte er auch Werksnummern ein.
Zu seinen besonderen Leistungen zählen:
- Erfindung der Saugtroghemmung, die 1720 von George Graham zur Zylinderhemmung weiterentwickelt wurde,
- Einführung des vom Londoner Uhrmacher und Geistlichen Edward Barlow (1636–1716) erfundenen und durch Daniel Quare verbesserten Rechenschlagwerkes, mit dem erstmals eine Schlagrepetition möglich war,
- Bodenstanduhren, die die Zeitgleichung angeben, sogenannte Äquationsuhren (Anregung wahrscheinlich durch Christiaan Huygens).